# Jean Quatremer
Pour l’article ayant un titre homophone, voir Quatremère.
Jean Quatremer, né Cédric Thomas le 27 novembre 1957 à Nancy, est un journaliste, éditorialiste et essayiste français.
Il est depuis 1990 correspondant à Bruxelles pour le quotidien français Libération. Perçu comme un journaliste « europhile », il est l'auteur de plusieurs livres et reportages sur la politique de l'Union européenne.
Il est aussi chroniqueur pour Arte, RMC et BFM TV.

## Biographie
Jean Quatremer, naît le 27 novembre 1957, à Nancy.
Depuis septembre 1990, il est chargé de couvrir l’actualité communautaire pour le journal Libération dont il est le correspondant auprès des institutions européennes.

## Travaux et opinions
Le Nouvel Obs indique qu'il est « europhile ».
Il est le premier à avoir évoqué publiquement, en juillet 2007,, la relation particulière qu'entretient Dominique Strauss-Kahn avec les femmes, précisant que le candidat frôlait « souvent le harcèlement » et que cette relation risquait de lui coûter son poste au Fonds monétaire international,. Le livre de Quatremer, Sexes, mensonges et médias revient d'ailleurs sur l'« omerta » médiatique dont bénéficieraient les responsables politiques.
En mai 2013, une vive polémique est déclenchée à la suite d'un article évoquant une ville de Bruxelles « pas belle » et victime de la bruxellisation.
En 2017, il déclare soutenir Emmanuel Macron comme candidat à la présidence de la république, en versant un don au mouvement En Marche, appelé depuis Renaissance.
Il est l'un des principaux fers de lance du scandale entourant la nomination de Martin Selmayr comme secrétaire général de la Commission européenne,.
À l’occasion de la pandémie de Covid-19, il adopte un discours critique envers les mesures de confinement adoptées dans la plupart des pays du monde. En avril 2020, il s’exprime sur le fait que ces mesures lui semblent disproportionnées et s’accompagnent d’un coût économique déraisonnable face à la gravité de la situation sanitaire. En mai 2020, il affirme que « Les pays qui ont décidé d’un confinement total ont traité les citoyens comme des enfants incapables de se gérer ».
En 2020, Valeurs Actuelles fait part de la critique de Quatremer aux opposants de la réforme des retraites voulue par Emmanuel Macron : « c’est une hystérie collective dès qu’il s’agit d’une réforme » « il n’y a absolument pas de réflexion intelligente ».

## Critiques
Pour l'ancien ministre des Affaires étrangères socialiste Hubert Védrine, Jean Quatremer est « un ayatollah du fédéralisme » européen. L'économiste Frédéric Lordon a consacré à Jean Quatremer un article critique dans lequel il lui reprochait sa tendance à confondre critique de l'Union européenne et conspirationnisme. Selon lui, Quatremer serait le « journaliste le plus attaché à traîner dans la boue — y compris pour conspirationnisme — toute position de gauche critique de l’Europe ». Cette façon de défendre l'Union européenne fait de Jean Quatremer « le meilleur agent de l'europhobie en France » pour le journaliste Daniel Schneidermann.
Acrimed mentionne que plusieurs membres du Parti du travail de Belgique (PTB, gauche radicale belge) lui reprochent de se présenter dans l'affaire DSK comme un « briseur de tabous » et un « journaliste d'investigation » alors qu'il n'a fait comme d'autres, que rapporter des rumeurs tout en passant à côté du sujet véritablement important : les méfaits de la politique du Fonds monétaire international. Les auteurs lui reprochent « de [ne généralement rien faire d'autre que] relayer les discours très officiels des institutions internationales, même lorsque, comme dans le cas de la crise de la dette grecque, le peuple s’y opposait ». Il lui a également été reproché d'avoir accusé Jean-Luc Mélenchon d'antisémitisme.
En 2015, un documentaire de Jean Quatremer sur la politique en Grèce, relate la période allant de la victoire de la coalition de gauche Syriza aux élections législatives de janvier 2015, à la réélection en septembre de son chef de file Alexis Tsipras à la tête du gouvernement, se terminant par la « reddition complète du gouvernement emmené par Syriza et à l’adoption d’un nouveau plan de rigueur tout aussi brutal que les précédents ». Acrimed rapporte que ce documentaire diffusé sur Arte, « fait entendre qu'un seul et même refrain », celui des opposants politiques de Syriza à Bruxelles : les « adorateurs de l’Union européenne et de ses politiques d’austérité ». Blaise Magnin écrit sur Acrimed que « La disproportion est telle qu’il ne s’agit plus seulement de déséquilibre. Jean Quatremer s’est assis sur toute forme de pluralisme pour livrer une histoire unilatérale, dans laquelle les vainqueurs sont invités à donner leur version des évènements sans être jamais contredits ».
Jean Quatremer prend violemment à partie les manifestants du mouvement des Gilets jaunes, qu'il qualifie dans différents tweets notamment de « beaufs poujadistes », « France moisie », « factieux » qu’il est « vraiment temps d’embastiller », « fascisme », « racistes », « homophobes ». En janvier 2019, Frédéric Lemaire, du site Acrimed, le présente comme faisant partie des « journalistes en vue qui ont exprimé le plus bruyamment leur aversion » à l’égard de ce mouvement n'hésitant pas, selon lui, à relayer des fausses informations. En réponse à des questions concernant les propos du journaliste, la rubrique Checknews de Libération préfère préciser que « non, la position de Jean Quatremer sur les gilets jaunes ne représente pas celle du journal ». Cette hostilité du journaliste vis-à-vis du mouvement social est relevée par Marianne et Causeur,.
En 2020, Valeurs Actuelles rapporte que le journaliste de Libération, Tonino Serafini, se désolidarise du soutien de Quatremer à la réforme des retraites voulue par le gouvernement français, et l'interpelle avec cette remarque : « tu devrais » « lire l’avis du Conseil d’État qui étrille le projet de réforme des retraites. Il pointe les contours juridiques et financiers incertains du texte ».

## Publications

### Essais
- Ces hommes qui ont fait l’euro, querelles et ambitions européennes, Paris, Plon, 1999, en collaboration avec Thomas Klau, journaliste au Financial Times Deutschland
- Les Maîtres de l’Europe, Paris, Grasset, 2005, en collaboration avec Yves Clarisse, journaliste à l’agence de presse Reuters.
- Du Larzac à Bruxelles, entretiens avec José Bové, Paris, Le Cherche midi éditeur, 2011
- Sexe, mensonges et médias, collection « Tribune libre », Plon, 2012
- Debout l'Europe ! Manifeste pour une révolution postnationale en Europe[29], manifeste de Daniel Cohn-Bendit et Guy Verhofstadt suivi d'un entretien des auteurs avec Jean Quatremer, Acte Sud et André Versaille éditeur, 2012
- Les Salauds de l'Europe, guide à l'usage des eurosceptiques, Calmann-Levy, 2017
- Il faut achever l'euro : tout ce que vous avez voulu savoir sur l'euro (sans oser le demander), Calmann-Levy, 2019

### Ouvrages en collaboration
- Notre Europe, sous la direction de Michel Rocard et Nicole Gnesotto, Robert Laffont, 2008
- 80 propositions qui ne coûtent pas 80 milliards, sous la direction de Patrick Weil, Grasset, 2012

## Récompenses et distinctions
- Le 9 mai 2006, son blog « Coulisses de Bruxelles » créé en décembre 2005 obtient le prix Louise-Weiss du journalisme européen[30],[31].
- 2010 : Prix Richelieu[32]